# Кохли, Кули
Кули Кохли (англ. Kuli Kohli, род. 1970) — индийско-британская писательница-инвалид, поэтесса, общественный деятель пенджабского происхождения. Она известна своими литературными произведениями и провела несколько живых выступлений. Кули Кохли родилась с церебральным параличом и в своих выступлениях сталкивается с трудностями при письме, речи, ходьбе и слушании.

## Биография
Кули (сокращение от Kuldip) Кохли родилась в 1970 году в отдаленной сельской деревне в штате Уттар-Прадеш в Северной Индии. Она родилась старшим ребёнком в семье, и её рождение считалось проклятием в типичном индийском обществе, которое предпочитает мальчика девочке. Также выяснилось, что она родилась с церебральным параличом и соседи предложили родителям выбросить ребёнка в реку. Кули чуть не бросили в реку, пока её отец не вмешался физически, чтобы спасти её жизнь.
Кули вместе со своей семьей эмигрировала в Великобританию в 1973 году, когда ей было два с половиной года. Она поступила в специальную школу Пенн Холл в возрасте 3 лет. В средней школе она столкнулась с унижением, так как одноклассники называли её инвалидом. Ей также было трудно общаться со своими друзьями в школе, и учителя посоветовали ей научиться писать от руки. Однако Кохли бросила школу в возрасте 16 лет, не получив требуемых оценок на большинстве экзаменов GCSE.

## Карьера
После того, как она бросила школу, она зачислилась в программу обучения молодёжи. После замужества она стала муниципальным работником в Вулвергемптоне. Она продолжила свою карьеру поэта примерно в 2013 году под влиянием Саймона Флетчера, который был специалистом по развитию грамотности в библиотеке Вулвергемптона. Саймон был наставником её поэтических произведений, а Кули Кохли написала стихи под названием «Пэчворк», которые были опубликованы в 2016 году издательством Offa’s Press. В 2013 году она выпустила сборник своих стихов под названием «Тряпичная кукла» (The Rag Doll), который был опубликован в 2014 году. Она рассказала, что была вдохновлена на написание стихотворения под названием «Тряпичная кукла», поскольку в детстве у неё была большая тряпичная кукла[значимость факта?].
Она основала Группу пенджабских писательниц в Чёрной стране[что?], чтобы расширить возможности пенджабских женщин в Вулвергемптоне, Великобритания. Кули Кохли помогает группе писателей Блэкенхолла и пишет сообщения в блогах в качестве постоянного участника Disability Arts Online.
В 2017 году она дала своё первое живое выступление на сцене о своей работе «У меня есть мечта», которая представляла собой 15-минутный набор стихов. В марте 2020 года она написала стихотворение под названием «Чудо-женщина из чёрной страны» для изолирующего проекта Sandwell Stories/Stories I по запросу комиссии. Свой дебютный роман «Опасные игры» она написала о жизни с церебральным параличом в азиатской семье. История её жизни была опубликована на главной странице BBC News 29 августа 2020 года под названием «Они хотели утопить меня при рождении — теперь я поэт».